# Ken Oman
Kenneth Oman, detto Ken (Dublino, 29 luglio 1982), è un ex calciatore irlandese, di ruolo difensore.

## Palmarès
- Campionato irlandese: 2

Bohemians: 2008, 2009
- Coppa d'Irlanda: 2

Derry City: 2006
Bohemians: 2008
- Coppa di Lega irlandese: 4

Derry City: 2006, 2007
Bohemians: 2009
Shamrock Rovers: 2013
- Setanta Sports Cup: 1

Shamrock Rovers: 2011